# Поліщук Ілля Олегович
Ілля́ Оле́гович Поліщу́к (нар. 28 березня 1996, Козятин) — український гравець у волейбол і пляжний волейбол, зв'язуючий. Майстер спорту України з волейболу.

## Життєпис
Народився 28 березня 1996 року в м. Козятині. Мати — Ольга, депутатка Козятинської міської ради. Навчався в Козятинській школі № 3.
Спортивну волейбольну кар'єру розпочав у 2006 році в Козятинській КДЮСШ, яку закінчив у 2013 році. За час навчання неодноразово брав участь у Чемпіонатах України та Спартакіадах школярів України, займаючи перші та призові місця. Має звання кандидата в майстри спорту з пляжного волейболу.
Більшу частину своєї кар'єри був гравцем вінницького клубу, який мав різні назви — ВНАУ (2014/15), ВК «Вінниця» (2015—2017), «МХП-Вінниця» (2017/18). У складі ВК «Вінниця» став бронзовим призером Суперліги (найвищий дивізіон України) 2016—2017.
У 2018 році перейшов до складу ВК «Політехнік» Одеса, з яким у сезоні 2018/19 вийшов у «Фінал чотирьох» національного Кубка. Сезони 2019/20 і 2020/21 провів у вінницькому клубі «Серце Поділля», який більше не виступатиме в Суперлізі України.
У 2021 році перейшов до лав львівського ВК «Барком-Кажани». Улітку 2022 року поповнив склад харківської «Юракадемії», яка базується в Чернівцях.